# ISO 14641-1
ISO 14641 est une norme de l'ISO, relative aux mesures techniques et organisationnelles à mettre en œuvre pour l'enregistrement, le stockage et la restitution de documents électroniques afin d'en assurer la conservation et l'intégrité au sein d'un système d'archivage électronique (SAE).

## Histoire
La norme ISO 14641-1 a été créée par un groupe de travail de l'Association des professionnels pour l'économie numérique (APROGED) ayant contribué à la création puis à la révision de la norme AFNOR NF Z 42-013. Cette norme ISO est une traduction de la norme française légèrement adaptée pour lui donner une portée internationale. Initialement, le numéro de la norme était ISO 14641-1. En 2018, la norme a été révisée pour devenir la norme ISO 14641:2018. Son titre est désormais : "Archivage électronique - Conception et exploitation d'un système informatique pour la conservation intègre de documents électroniques - Spécification"

## Certification et Marques NF
Une certification fondée sur un référentiel basé sur la norme NF Z 42-013 et sur la norme ISO 14641 est opérationnelle depuis début 2013. Il s'agit de la marque NF 461. Elle est accessible aux tiers archiveurs et entreprises souhaitant mettre en œuvre un SAE conforme aux exigences de la norme. Les organismes certifiés conformes au référentiel, se verront attribuer la marque NF 461 délivrée par AFNOR Certification, organisme de certification indépendant et accrédité par le Comité français d'accréditation (Cofrac). La marque NF 461 est disponible gratuitement sur demande depuis le site d'AFNOR certification.